# WASP-12
WASP-12는 마차부자리 방향으로 지구로부터 약 800 광년 떨어져 있는 황색 왜성이다. WASP-12의 질량과 반지름은 태양과 비슷하다.

## 행성계
2008년 이 별 주위를 도는 외계 행성 WASP-12b가 발견되었으며 발견방법은 통과법이었다. 특이점이라면 행성 대기에 포함된 산소 대비 탄소의 비율이 높았는데 이로부터 만약 이 행성계에 지구형 행성이 있다면 그 조성은 탄소 행성일 가능성이 클 것으로 추정된다.

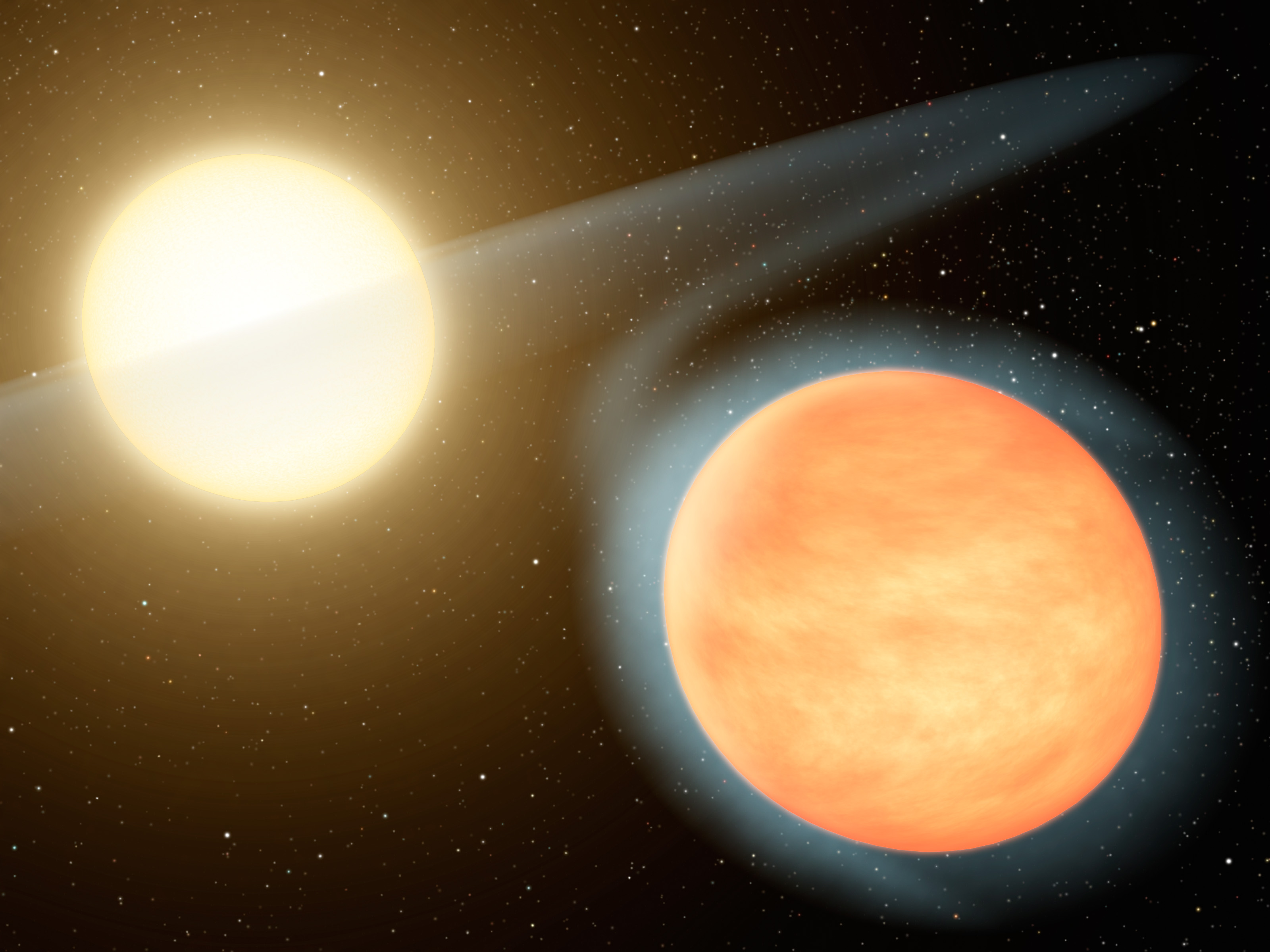
WASP-12b.
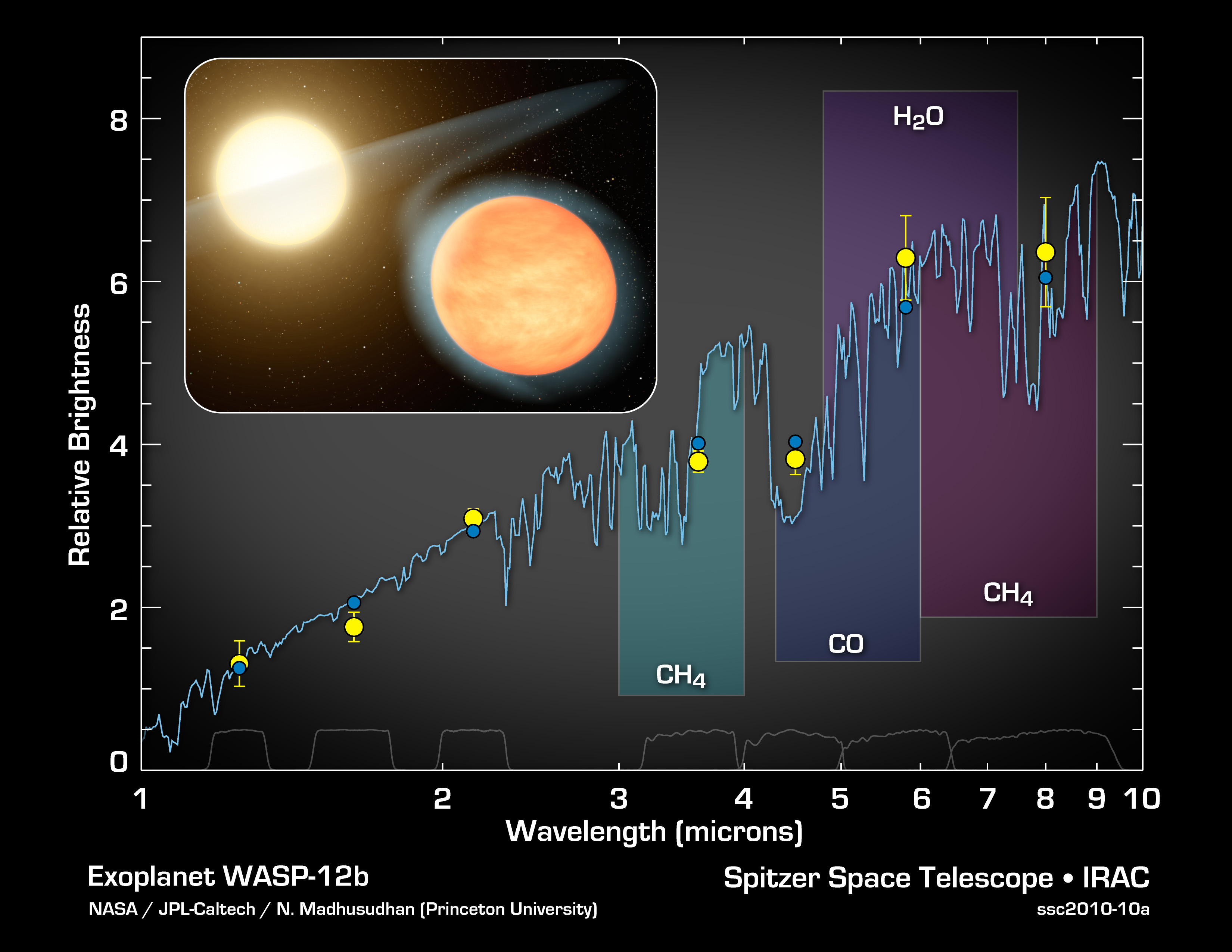
WASP-12b.
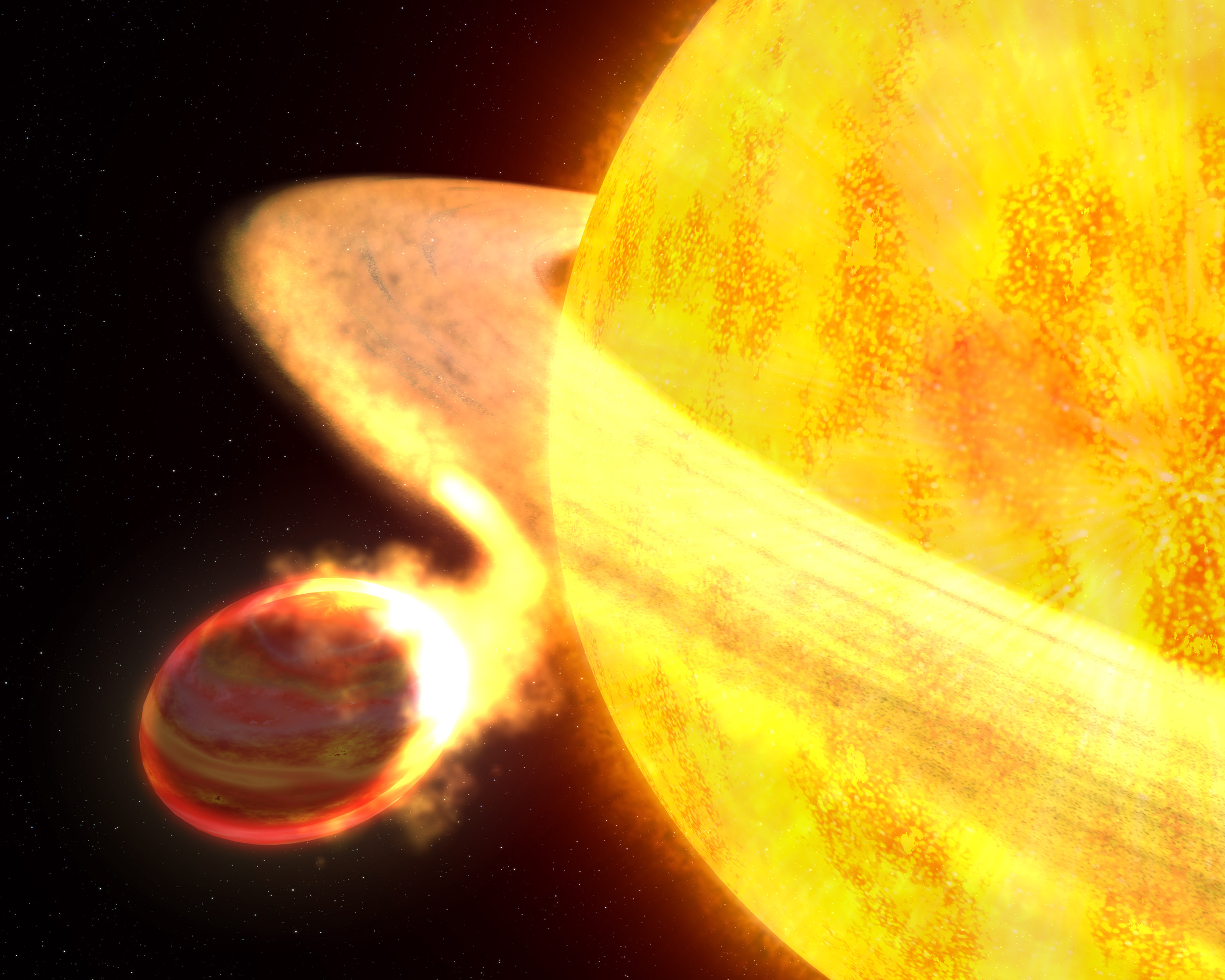
WASP-12와 WASP-12b의 상상화.